# Cypriotiske euromønter
De cypriotiske euromønter præges af tre forskellige designs. De laveste værdier, 1-, 2- og 5-cent møntenerne, præges af to mufflonfår. 10-, 20- og 50-centmønterne præges af Kyreniaskibet mens de højeste værdier, 1- og 2-euromønterne, præges af Pomosfiguren. Hvert motiv repræsenterer desuden noget; Pomosfiguren kulturen, Kyreniaskibet havet og mufflonfårene naturen. På hver cypriotisk euromønt står der Cypern både på græsk (ΚΥΠΡΟΣ) og tyrkisk (KIBRIS) samt årstallet for møntprægningen.
Cypern har præget en euromøntserie og ingen version af 2-euro jubilæumsmønten.

## Første serie
Tekst mangler, hjælp os med at skrive teksten